# Alano di Piave
Alano di Piave (Lan in veneto) è una frazione di 2 737 abitanti del comune italiano di Setteville, in provincia di Belluno, in Veneto. In origine comune autonomo, dal 22 gennaio 2024 si è fuso col comune di Quero Vas per dare vita al nuovo comune di Setteville.

## Origini del nome
L'origine del toponimo è incerta. La maggior parte delle ipotesi lo ritengono derivato da un nome personale: alcune propendono per il germanico Alla, altre per Alanus (documentato negli archivi locali), altre addirittura per l'etrusco Hele o Helius (cfr. il toscano Lano).
Una paraetimologia ritiene invece che Alano sia un riferimento alla produzione laniera.

## Storia
Le origini del centro abitato, antichissime, sono incerte; quel che è sicuro è che vi dovevano essere degli insediamenti nella zona già in età romana: lo confermerebbe il ritrovamento di un miliario romano a Fener. Secondo il Pilla, il reperto sarebbe appartenuto al prolungamento della via Aurelia che congiungeva Patavium (Padova) ad Acelum (Asolo); lo studioso infatti esclude la comune ipotesi del passaggio della via Claudia Augusta Altinate attraverso la valle a metà costa sulla destra Piave.
La prima attestazione di Alano si trova in un documento dell'VIII secolo. Successivamente, a partire dal X-XI secolo, le notizie sulla comunità s'infittiscono: la confusione presente nelle carte del tempo è la chiara conseguenza del continuo succedersi di governi diversi nel controllo di Alano e dei territori limitrofi, costantemente contesi tra i vari signori di Feltre e Treviso. Tuttavia gli alanesi non subirono soltanto i tristi effetti di queste lotte: dovettero sopportare infatti i combattimenti — che si trascinarono fino agli inizi del Cinquecento, al tempo della guerra della Lega di Cambrai — per il possesso della trecentesca fortezza di Castelnuovo, dalla quale si dominavano le vie stradale e fluviale. Ciò nonostante la gente del posto, dedita per lo più alla pastorizia dato lo scarso reddito che derivava dall'agricoltura, assai difficile in un territorio così vario e poco pianeggiante, attraversò per tre secoli a partire dai primi decenni del Cinquecento dei periodi tranquilli e fiorenti; si specializzò sempre più in fruttuose attività artigianali quali la lavorazione della lana e del ferro e la produzione di calce. La vicinanza del Piave fece di Fener un discreto centro di commerci.
I drammatici avvenimenti che durante il primo conflitto mondiale si svolsero nella conca di Alano — situata in zona neutra e pertanto colpita dalle artiglierie austriaca e italiana ad un tempo — ne devastarono letteralmente il territorio. Gli alanesi guardarono così all'Europa e alle Americhe, verso cui emigrarono numerosi come avevano fatto i loro antenati tra l'Ottocento e il Novecento.
Non meno tragici furono gli anni del secondo conflitto mondiale, seguito anch'esso da un cospicuo flusso migratorio diretto verso il Belgio, la Germania e la Francia.

La chiesa di Alano danneggiata dai combattimenti del 1915-18

Il 22 gennaio 2024 il comune si è fuso col vicino comune di Quero Vas dando vita al nuovo comune di Setteville.

### Simboli
Lo stemma e il gonfalone dell'ex comune erano stati concessi con D.P.R. del 1º luglio 1970.
Stemma
Gonfalone

## Monumenti e luoghi d'interesse

### Parrocchiale di Sant'Antonio abate
La parrocchia di Alano di Piave è inserita nel vicariato di Quero-Valdobbiadene, facente parte della diocesi di Padova
In origine, la principale chiesa di Alano era quella di San Pietro, citata per la prima volta nella decima papale del 1297 come dipendenza della pieve di Quero. La visita pastorale del 1535 attesta il trasferimento del Santissimo e del fonte battesimale nella chiesa di Sant'Antonio abate, in posizione più centrale, che da allora divenne luogo di culto di riferimento per il paese.
Fino alla ricostruzione del 1760-1778, conclusa con la consacrazione del 1792, essa mantenne la titolarità di entrambi i santi. Nella seconda metà dell'Ottocento fu costruito il campanile. Gravemente danneggiata durante la grande guerra, fu prontamente restaurata.
Sul fondo del presbiterio è esposta una Madonna col Bambino in gloria e santi, tela di anonimo veneto della seconda metà del Settecento. A destra dell'altare maggiore si trova un Angelo orante in legno intagliato e dipinto, realizzato nella prima metà del Novecento da un artista sconosciuto. Nella prima cappella di sinistra spicca una statua di Sant'Antonio di Padova con Gesù bambino, scolpita da Gabriele Brunelli nella seconda metà del Seicento.

## Società

### Evoluzione demografica
Abitanti censiti

### Etnie e minoranze straniere
Al 31 dicembre 2023 gli stranieri residenti nel comune erano 430, ovvero il 15,7% della popolazione. Di seguito sono riportati i gruppi più consistenti:
1. Cina, 113
2. Marocco, 105
3. Repubblica Dominicana, 51
4. Romania, 21
5. Albania, 18

In termini percentuali Alano di Piave era il primo comune della provincia per numero di stranieri residenti.

## Economia
Una parte degli abitanti si dedica ancora all’agricoltura e l’allevamento. Si coltivano cereali, ortaggi, foraggi, viti e frutteti e si allevano bovini, suini, caprini, ovini, equini e avicoli. Negli ultimi anni Alano ha conosciuto un notevole incremento delle attività artigianali, particolarmente nei settori dell'occhialeria, dei lampadari e della falegnameria. Il paese dispone di un solo albergo, tre ristoranti e una casa di soggiorno che, nata come centro culturale, ospita oggi artisti e anziani. Il settore industriale è presente con i comparti alimentare, tessile, edile, del legno, dell’abbigliamento, dei prodotti in metallo, delle macchine per l’agricoltura e dei mobili.

## Infrastrutture e trasporti
Il paese è attraversato dalla Strada statale 348 Feltrina ed è collegato indirettamente a Montebelluna dalle linee n.122 e n.186 di autobus dell'azienda di Treviso MOM SpA.
Un abitante della frazione di Fener è una presenza frequente sulla corsia sud della strada regionale 348 al punto da finire mappata su Google Maps ed è stato inserito come “attrazione turistica”.
Il paese è servito dalla stazione di Alano-Fener-Valdobbiadene sulla ferrovia Calalzo-Padova.

## Amministrazione
| Periodo        | Periodo         | Primo cittadino         | Partito                           | Carica      | Note   |
| -------------- | --------------- | ----------------------- | --------------------------------- | ----------- | ------ |
| 15 giugno 1985 | 7 giugno 1990   | Orazio Piccolotto       | PSI                               | Sindaco     | [ 23 ] |
| 22 luglio 1990 | 24 aprile 1995  | Orazio Piccolotto       | PSI                               | Sindaco     | [ 24 ] |
| 24 aprile 1995 | 9 ottobre 1996  | Orazio Piccolotto       | lista civica Alleanza democratica | Sindaco     | [ 25 ] |
| 9 ottobre 1996 | 28 aprile 1997  | Luigi Codemo            | lista civica Alleanza democratica | Vicesindaco | [ 26 ] |
| 28 aprile 1997 | 14 maggio 2001  | Luigi Codemo            | lista civica Alleanza democratica | Sindaco     | [ 27 ] |
| 14 maggio 2001 | 30 maggio 2006  | Luigi Codemo            | lista civica Alleanza democratica | Sindaco     | [ 28 ] |
| 30 maggio 2006 | 16 maggio 2011  | Fabio Dal Canton        | lista civica Alleanza democratica | Sindaco     | [ 29 ] |
| 16 maggio 2011 | 6 giugno 2016   | Amalia Serenella Bogana | lista civica Nuova Alano          | Sindaco     | [ 30 ] |
| 6 giugno 2016  | 4 ottobre 2021  | Amalia Serenella Bogana | lista civica Uniti per Alano      | Sindaco     |        |
| 4 ottobre 2021 | 22 gennaio 2024 | Amalia Serenella Bogana | lista civica Uniti per Alano      | Sindaco     |        |

### Altre informazioni amministrative
L'appellativo "di Piave" è stato aggiunto alla denominazione del comune con il RD 28 marzo 1867 n. 3640.